# Aequidens epae
Aequidens epae é uma espécie de peixe pertencente ao gênero Aequidens. É endêmica ao Brasil, sendo aparentemente restrita ao baixo rio Tapajós, no Pará, embora existam registros da espécie no estado de Mato Grosso.
Essa espécie vive em água doce, em que o fundo do rio seja arenoso ou rochoso, em condições climáticas de 24ºC à 30ºC, a espécie pode chegar até 11.3 cm de comprimento.